# 久米郁男
久米 郁男（くめ いくお、1957年11月17日 - ）は、日本の政治学者。早稲田大学政治経済学術院教授。専門は政治経済学。

## 経歴
滋賀県大津市生まれ。1981年京都大学法学部卒業、1983年京都大学大学院法学研究科修士課程修了。1984年、フルブライト奨学生としてコーネル大学に留学。1987年、コーネル大学大学院コースワーク修了。1994年、コーネル大学大学院博士課程修了、博士（政治学）取得。神戸大学法学部助教授・教授を経て、現職。早稲田大学大学院政治学研究科長（2020-22年）。スタンフォード大学日本センター客員教授、コーネル大学客員助教授、東京大学社会科学研究所併任教授、政策研究大学院大学併任教授、放送大学客員教授 (2011-14年)、経済産業研究所ファカルティーフェロー、東京財団仮想制度研究所 (VCASI) フェローも務めた。神戸大学名誉教授。京都大学の学部では木村雅昭、院では村松岐夫の指導を受けた。コーネル大学においてはピーター・カッツェンスタインの指導を受けた。

## 著書

### 単著
- Disparaged Success: Labor Politics in Postwar Japan, (Cornell University Press, 1998).

『日本型労使関係の成功――戦後和解の政治経済学』（有斐閣, 1998年）
- 『労働政治――戦後政治のなかの労働組合』（中央公論新社［中公新書］, 2005年）
- 『原因を推論する ―― 政治分析方法論のすゝめ』（有斐閣、2013年）
- 『原因を推論する〔新版〕: 政治分析方法論のすゝめ 量的方法と質的方法』（有斐閣、2025年）

### 共著
- （真渕勝・北山俊哉）『はじめて出会う政治学――わかる楽しさまなぶ喜び』（有斐閣, 1997年）
- （水口 憲人・北原 鉄也）『変化をどう説明するか 政治編』（木鐸社、2000年）
- （北山俊哉・真渕勝）『はじめて出会う政治学――フリー・ライダーを超えて［新版］』（有斐閣, 2003年）
- （川出良枝・古城佳子・田中愛治・真渕勝）『政治学』（有斐閣, 2003年／補訂版、2011年）
- （田中愛治・河野勝）『現代日本の政治［新訂］』（放送大学教育振興会, 2007年）
- （北山俊哉・真渕勝）『はじめて出会う政治学――構造改革の向こうに』（第3版, 2009年／補訂版、2010年）
- （河野勝）『現代日本の政治』（放送大学教育振興会, 2011年）

### 編著
- 『生活者がつくる市場社会』（東信堂, 2008年）
- 『専門知と政治』（早稲田大学出版部, 2009年）
- 『なぜ自由貿易は支持されるのか　貿易政治の国際比較』（有斐閣, 2023年）

### 共編著
- （水口憲人・北原鉄也）『変化をどう説明するか――政治篇』（木鐸社, 2000年）
- Local Government Development in Post-war Japan, co-edited with Michio Muramatsu and Farrukh Iqbal, (Oxford University Press, 2001).
- （村松岐夫）『日本政治変動の30年――政治家・官僚・団体調査に見る構造変容』（東洋経済新報社, 2006年）